# Miracle on 34th Street (1947)
Miracle on 34th Street is een Amerikaanse dramafilm uit 1947 onder regie van George Seaton. Het scenario is gebaseerd op de gelijknamige novelle uit 1948 van de Amerikaanse auteur Valentine Davies. Destijds werd de film in Nederland uitgebracht onder de titel Het wonder van de 34e straat.

## Verhaal
Kris Kringle (Gwenn) is ontzet wanneer hij tot de ontdekking komt dat de man (Helton) die is ingehuurd om de Kerstman te spelen tijdens de Macy's Thanksgiving Day Parade in Manhattan, zeer dronken gedrag vertoont. Hij besluit om te klagen bij Doris Walker (O'Hara), die daarop Kris overtuigt om de rol van de Kerstman over te nemen. Kris stemt toe en laat zo een indruk achter op het publiek, dat hij per direct wordt aangenomen om de Kerstman te spelen in het warenhuis Macy's op 34th Street. Hij weet alle kinderen en ouders te charmeren met zijn goedlachse persoonlijkheid, maar haalt de verwarring van het bestuur op zich als hij een van de ouders (Ritter) adviseert om het cadeau voor haar zoon Peter bij een nabijgelegen winkel te kopen voor een lagere prijs.
Advocaat Fred Gailey (Payne), de buurman van Doris, brengt haar jonge dochter Susan (Wood) naar Macy's om een bezoek te brengen aan de Kerstman. Susan is door haar moeder opgevoed om een sceptische kijk op sprookjes te hebben, maar kan haar oren en ogen niet geloven als ze de Kerstman in de Nederlandse taal ziet converseren met een jong Nederlands weesmeisje dat geen Engels spreekt. Doris vraagt hierop aan Kris om Susan ervan te verzekeren dat hij niet daadwerkelijk de Kerstman is, maar Kris verzekert beiden dat hij dat wel is. Doris schrikt van Kris' overtuiging over zijn identiteit, vreest dat hij mentaal gehandicapt is en besluit hem te ontslaan zodat hij geen gevaar kan vormen voor iemand. Kris heeft echter al naam gemaakt als Kerstman, waarop Macy's eigenaar R. H. Macy (Antrim) aan Doris een salarisverhoging biedt als ze de man niet ontslaat.
Julian Shellhammer (Tonge), de hoofd van de speelgoedafdeling, vreest net als Doris dat Kris mentale problemen heeft, en schakelt de hulp van Granville Sawyer (Hall) in om een psychodiagnose uit te oefenen op Kris. De oude man slaagt de test zonder enige moeite; niettemin haalt hij de woede van Sawyer op zich door de mentale gesteldheid van de dokter in twijfel te nemen. Het warenhuis is ondertussen in concurrentiestrijd met warenhuis Gimbels, hetgeen ertoe leidt dat grote kosten worden gemaakt om het keten uit breiden, in poging tot het overtreffen van de concurrent. Kris slaagt erin om het ogenschijnlijk onmogelijke te doen: hij brengt Macy en Gimbel (Heyes) bij elkaar en laat beiden de strijdbijl begraven.
Doris heeft sinds haar scheiding een pessimistische blik op het leven die ze overbrengt op Susan. Kris en Fred komen om deze reden tot een deal: Kris zal proberen om Susan te helpen om van haar cynisme af te stappen, en Fred zal hetzelfde doen bij Doris. Vlak nadat hij Susan met enkele tegenzin belooft te helpen met haar droom om in een echt huis te wonen, raakt hij in de problemen: Sawyer heeft de jonge employé Alfred ervan overtuigd dat Kris mentaal ziek is. Kris wordt er vervolgens ingeluisd om een valse test af te leggen, waardoor hij in en psychiatrisch ziekenhuis belandt. Een rechtszaak volgt om de mentale gesteldheid van de oude man nader te onderzoeken. Fred neemt de verdediging op zich; Thomas Mara (Cowan) is de officier van justitie en Henry X. Harper (Lockhart) is de rechter.
Mara is er zeker van dat hij een sterke zaak heeft: omdat Kris er geen geheim van maakt dat hij de Kerstman is, vindt Mara dat de man zonder twijfel geestesziek is. Fred doet zijn best om de rechter ervan te overtuigen dat Kris daadwerkelijk de Kerstman is. Harpers politieke adviseur Charlie Halloran (Frawley) attendeert Harper erop dat het ontkennen van het bestaan van de Kerstman desastreuze gevolgen kan hebben voor zijn carrière, waarop Harper besluit dat hij meer bewijsvoering geleverd wil zien, voordat hij tot een vonnis komt. Doris snapt niet dat Fred zijn prestigieuze baan heeft opgezegd om Kris te verdedigen. Niettemin zet hij zijn zaak door: hij laat Macy getuigen, die toegeeft dat hij gelooft dat Kris daadwerkelijk de Kerstman is. Naderhand wordt Sawyer door Macy ontslagen. Fred drijft Mara vervolgens in een hoekje door Mara's zoon te laten getuigen dat hij van zijn eigen vader heeft gehoord dat de Kerstman bestaat.
Niet veel later onthult Fred dat brieven die naar 'Kerstman' zijn geadresseerd, waaronder een van Susan in de hoop om Kris op te beuren,  door de Amerikaanse post naar Kris Kringle's adres worden gestuurd. Hiermee toont hij aan dat zelfs het grootste postbedrijf van de Verenigde Staten Kris als Kerstman erkent. Eenentwintig volle zakken met brieven naar de Kerstman, die nooit zijn aangekomen omdat Kris in hechtenis is genomen, worden in de rechtszaal gepresenteerd. Harper besluit hierop om Kris vrij te spreken.
Tijdens Kerstmis is Susan aanvankelijk teleurgesteld dat Kris haar niet een huis cadeau heeft gedaan. De rechtszaak heeft een einde gemaakt aan Doris' pessimistische kijk op het leven en zij accepteert een huwelijksaanzoek van Fred. Met zijn drieën lopen ze langs Susans droomhuis, dat te koop staat. Ze besluiten om daar vestiging te nemen.

## Rolverdeling
| Acteur          | Personage          |
| --------------- | ------------------ |
| Maureen O'Hara  | Doris Walker       |
| John Payne      | Gailey             |
| Edmund Gwenn    | Kris Kringle       |
| Gene Lockhart   | Henry X. Harper    |
| Natalie Wood    | Susan Walker       |
| Porter Hall     | Granville Sawyer   |
| William Frawley | Charlie Halloran   |
| Jerome Cowan    | Thomas Mara        |
| Philip Tonge    | Julian Shellhammer |

## Productie

### Ontstaan
De inspiratie voor het verhaal kwam bij Valentine Davies toen hij bij Macy's in de rij stond voor de Kerstman, en zich realiseerde dat Kerstmis een steeds commerciëler feest werd. Hij stuurde het verhaal naar regisseur George Seaton, die daarop een scenario uitwerkte onder de werktitel The Big Heart. Deze versie werd met succes gepitcht aan 20th Century Fox; die daarna zich richtte op het verkrijgen van toestemming om de namen van de warenhuizen Macy's en Gimbels te gebruiken in de film. De studio nam uiteindelijk het risico om de film eerst op te nemen, en pas na voltooiing te sturen naar beide warenhuizen voor toestemming. Indien een van de warenhuizen geen toestemming zou verlenen, zou de structuur van het verhaal compleet omgegooid moeten worden; Fox had echter het volle vertrouwen dat zowel Macy's als Gimbels de film zouden goedkeuren.
Andere werktitels van de film zijn My Heart Tells Me en It's Only Human. Mark Stevens werd overwogen voor de rol van Fred Gailey, die uiteindelijk werd gespeeld door John Payne. Payne las al vroeg een eerste versie van het verhaal van Davies. Hij was destijds ontevreden over de rollen die hij kreeg, en hij besloot dat een verfilming van dit verhaal met hem in de rol veel goeds zou doen voor zijn carrière. Studioproducent Darryl F. Zanuck stemde in, en besloot dat Payne het best schitterde tegenover actrice Maureen O'Hara. Zanuck was tegen het idee van casten Stevens, omdat hij hem "absoluut niet geschikt voor de rol" vond. Hij sprak zeer positief over de werktitel The Big Heart, die hij vergeleek met de titel van Payne en O'Hara's eerdere film Sentimental Journey (1946). Acteur Fred Lewis werd aanvankelijk aangewezen om Macy te spelen, voordat hij werd vervangen door Harry Antrim.
O'Hara was in oktober 1946 pas net teruggekeerd naar haar thuisland Ierland, waar ze voor het eerst in zeven jaar zou worden herenigd met haar familie, toen ze door de studio werd opgedraafd om terug te keren naar de Verenigde Staten voor de opnamen van de film. In haar autobiografie uit 2004 schreef O'Hara dat ze razend was op Fox en vol verdriet afscheid nam van haar familie voor het opnemen van een naar eigen woorden "onnozele film over de Kerstman". Toen ze in de Verenigde Staten en kwam en het script in handen kreeg, veranderde ze onmiddellijk van gedachten: ze raakte ervan overtuigd dat de film een groot succes zou worden.

### Opnamen
De opnamen gingen in november 1946 van start op locatie in New York onder de nieuwe werktitel It's Only Human. Er werden echte beelden gebruikt van de parade van Macy's. De parade hield geen rekening met de filmcrew, waardoor de buitenscènes in één keer opgenomen moesten worden. Het publiek was er zich niet van bewust dat acteur Gwenn de Kerstman was tijdens de parade; dit werd pas de volgende dag bekendgemaakt in de kranten. Gwenn kreeg ten tijde van de draaiperiode op de set advies van Charles W. Howard, die jarenlang de Kerstman heeft gespeeld op Macy's Thanksgiving Day Parade. Natalie Wood filmde gelijktijdig een andere film, The Ghost and Mrs. Muir (1947): overdag speelde ze daarin de dochter van actrice Gene Tierney en in de namiddag filmde ze scènes als O'Hara's dochter. O'Hara noemde Wood een "merkwaardig, lief achtjarig" meisje, en vertelde dat van de veertig meisjes van wie ze in verschillende films de moeder speelde, Wood altijd een speciaal plek in haar hart zou hebben. Om de kerstsfeer van New York zo realistisch mogelijk in beeld te brengen, werden bijna alle scènes opgenomen op locatie. De opnamen van de scènes in Macy's vonden plaats in het warenhuis zelf. Om niet te worden belast door bezoekers, werden deze scènes met Gwenn en Wood 's nachts opgenomen.
O'Hara sprak zeer positief over haar samenwerking met de acteurs en het personeel, en schreef in haar autobiografie dat ze na de opnamen regelmatig met Payne en Gwenn een wandeling maakte op Fifth Avenue. Vrijwel alle acteurs spraken met enthousiasme over hun samenwerking met Gwenn. In een interview uit 2001 vertelde O'Hara dat Gwenn zo vriendelijk was, dat iedereen op een gegeven moment geloofde dat hij écht de Kerstman was.
In januari 1947 verplaatsten de cast en crew van New York naar Californië voor de overige opnamen. De laatste draaidag vond in maart dat jaar plaats, en ging vervolgens de postproductie in. De eerste filmvertoning werd gehouden aan de eigenaren van Macy's en Gimbels, die beiden met enthousiasme hun toestemming verleenden om de film uit te brengen. Studioproducent Zanuck opperde dat de film werd uitgebracht in de zomer, omdat in deze periode meer mensen de bioscoop bezochten. Tijdens de promotie werd daarom geheim gehouden dat Miracle on 34th Street eigenlijk een kerstfilm is.

## Ontvangst
De film werd nadat het werd uitgebracht een daverend succes. De film bracht in de Verenigde Staten alleen al $2.650.000 dollar op, tegenover een budget van $630.000 dollar. Gwenn kreeg massaal lof voor zijn interpretatie van de Kerstman; hetgeen erin resulteerde dat hij tot de dag van zijn dood werd geïdentificeerd als de Kerstman. Bovendien mocht hij een Academy Award voor Beste Mannelijke Bijrol in ontvangst nemen, en versloeg daarmee Charles Bickford voor diens rol in The Farmer's Daughter (1947), Thomas Gomez voor diens rol in Ride the Pink Horse (1947), Robert Ryan voor diens rol in Crossfire (1947) en Richard Widmark voor diens rol in Kiss of Death (1947). Tijdens zijn ontvangstspeech zei hij: "Nu weet ik zeker dat de Kerstman bestaat."
Payne, die de mannelijke hoofdrol speelde, hoopte tot de dag van zijn dood dat een sequel van de film zou worden gemaakt. O'Hara vertelde dat hij gedurende de rest van zijn leven met Payne afsprak om het mogelijke vervolg te bespreken, en dat Payne zelfs een scenario had geschreven om dit te realiseren. Payne overleed voordat hij het scenario aan iemand kon overhandigen. O'Hara vertelde dat ze decennia later nog door kinderen op straat werd aangesproken met de vraag of zij de vrouw is die de Kerstman kent. Ook Payne werd uiteindelijk het best herinnerd voor zijn verschijning in deze film.
Als gevolg van het succes van de film, groeide de populariteit van Macy's Thanksgiving Day Parade aanzienlijk: voordat de film werd uitgebracht, werd het beschouwd als een lokaal evenement; naderhand groeide het uit tot een Amerikaanse traditie.
Auteur Ralph Burns, die het boek An Angel on Horseback schreef, klaagde na het zien van de film de studio aan voor plagiaat.
In 1999 koos Macy's Miracle on 34th Street als thema voor het populaire etalagedecor tijdens het kerstseizoen. De etalages werden versierd met miniatuurrecreaties van de bekendste scènes van de film, en Maureen O'Hara was uitgenodigd als de speciale gast om het decor te onthullen.
Vandaag de dag wordt de film nog steeds jaarlijks op televisie uitgezonden, en staat mede daarom bekend als een kerstklassieker.

## Prijzen en nominaties
| Jaar | Prijs                    | Categorie               | Genomineerde(n)  | Uitslag     |
| ---- | ------------------------ | ----------------------- | ---------------- | ----------- |
| 1948 | Oscars                   | Beste film              | 20th Century Fox | Genomineerd |
| 1948 | Oscars                   | Beste mannelijke bijrol | Edmund Gwenn     | Gewonnen    |
| 1948 | Oscars                   | Beste verhaal           | Valentine Davies | Gewonnen    |
| 1948 | Oscars                   | Beste bewerkte scenario | George Seaton    | Gewonnen    |
| 1948 | Golden Globes            | Beste mannelijke bijrol | Edmund Gwenn     | Gewonnen    |
| 1948 | Golden Globes            | Beste scenario          | George Seaton    | Gewonnen    |
| 1948 | Filmfestival van Locarno | Beste bewerkte scenario | George Seaton    | Gewonnen    |

## Nieuwe versies
O'Hara, Payne en Gwenn keerden terug in hun rollen voor een radioversie van de film op Lux Radio Theatre op 22 december 1947, en nogmaals op 20 december 1948 en 21 december 1954. Op 23 december 1949 werd ook een radioversie uitgebracht, uitgezonden door Screen Directors' Playhouse. Acteurs Thomas Mitchell, Macdonald Carey en Teresa Wright speelden de hoofdrollen in een voor televisie geproduceerde versie van Miracle on 34th Street in 1955.
De film heeft in totaal drie herverfilmingen; een voor NBC geproduceerde live televisiefilmversie uit 1959, een televisiefilmversie uit 1973 van CBS, en een uit 1994. Ook de Broadwaymusical Here's Love uit 1963 was gebaseerd op de film.